# Чарнково (Білоґардський повіт)
Чарнково (пол. Czarnkowo) — село в Польщі, у гміні Тихово Білоґардського повіту Західнопоморського воєводства.
Населення — 77 осіб (2011).
У 1975-1998 роках село належало до Кошалінського воєводства.

## Демографія
Демографічна структура станом на 31 березня 2011 року:
|          | Загалом | Допрацездатний вік | Працездатний вік | Постпрацездатний вік |
| -------- | ------- | ------------------ | ---------------- | -------------------- |
| Чоловіки | 35      | 7                  | 25               | 3                    |
| Жінки    | 42      | 7                  | 25               | 10                   |
| Разом    | 77      | 14                 | 50               | 13                   |